# Almagellerhütte
Die Almagellerhütte ist eine Schutzhütte der Sektion Niesen des Schweizer Alpen-Clubs (SAC). Sie liegt in den Walliser Alpen, im Wysstal unterhalb der Dri Horlini. Talort ist Saas-Almagell im Wallis.
Mit Baujahr 1984 ist die Almagellerhütte die jüngste Hütte des SAC, die keinen Ersatz einer älteren Hütte darstellt (vgl. die 2009 eröffnete Monte-Rosa-Hütte).
Die Almagellerhütte ist Stützpunkt für den beliebten gletscherfreien Zustieg auf das Weissmies über den Zwischbergenpass (3268 m) und den Weissmies-Südgrat. Als Zweitagestour ist die Wanderung Saas Almagell-Gondo über den Zwischbergenpass möglich.

## Zugang
Die Hütte ist von Saas Almagell aus über verschiedene Routen in etwa 4,5 Stunden zu erreichen. Der beliebteste Weg ist der Saumpfad, der zwischen dem Bergrestaurant Almagelleralp (2194 m) und der Hütte über weite Strecken mit groben Steinplatten ausgebaut ist.
Der Aufstieg kann durch die Seilbahn nach Furggstalden (1901 m) um etwa 45 Minuten abgekürzt werden. Bei Furggstalden beginnt auch ein Erlebnisweg, der Schwindelfreiheit voraussetzt.